# Julián Díaz Ortega
Julián Díaz Ortega (Aranjuez, 12 de agosto de 1947) es un economista, ingeniero y político español, funcionario de Ministerio de Agricultura.

## Biografía
Por razones de su trabajo ha vivido en localidades de las provincias de Cáceres, Ávila, La Coruña y Córdoba. En 1975 llegó a Rute de donde pasó a Palma del Río al año siguiente. En 1983 fijó su residencia en Córdoba capital con su esposa y dos hijos.
Licenciado en Ciencias Económicas e ingeniero técnico agrícola, ingresó en el Partido Socialista Obrero Español (PSOE) en 1977, y desde entonces ha desempeñado diversos puestos de responsabilidad hasta alcanzar la vicesecretaría general del PSOE en Córdoba.
Julián Díaz ha sido concejal del Ayuntamiento de Palma del Río, diputado del Parlamento andaluz, consejero de la Caja Provincial de Ahorros de Córdoba y accedió a la presidencia de la Diputación Provincial de Córdoba en marzo de 1984, siendo vicepresidente de la misma, al suceder en el cargo a José Miguel Salinas Moya.
El 1 de agosto de 1987 fue nuevamente elegido presidente de la corporación provincial, permaneciendo hasta 1991 en que agotó su mandato.
Posteriormente fue director general de Obras Hidráulicas (Consejería de Obras Públicas y Transportes de la Junta de Andalucía) así como presidente del Centro de Nuevas Tecnologías del Agua (CENTA). Actualmente es consejero delegado de la Empresa Provincial de Aguas de Córdoba.